# Abadia de Chevetogne

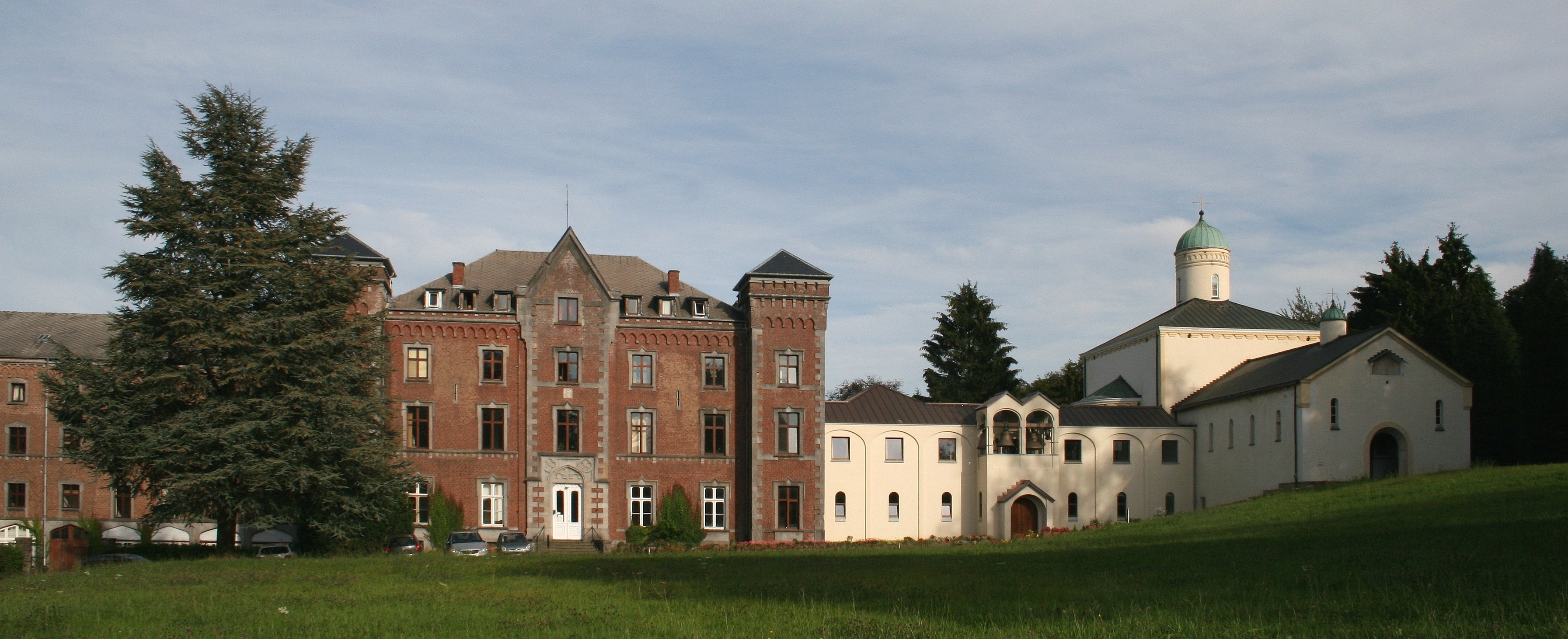
Abadia de Chevetogne

A Abadia de Chevetogne, também conhecido como Mosteiro da Santa Cruz, é um mosteiro beneditino católico romano dedicado à unidade cristã localizado na vila belga de Chevetogne, no município de Ciney, província de Namur, a meio caminho entre Bruxelas e Luxemburgo. Em 2021 o mosteiro contava 27 monges.

## História

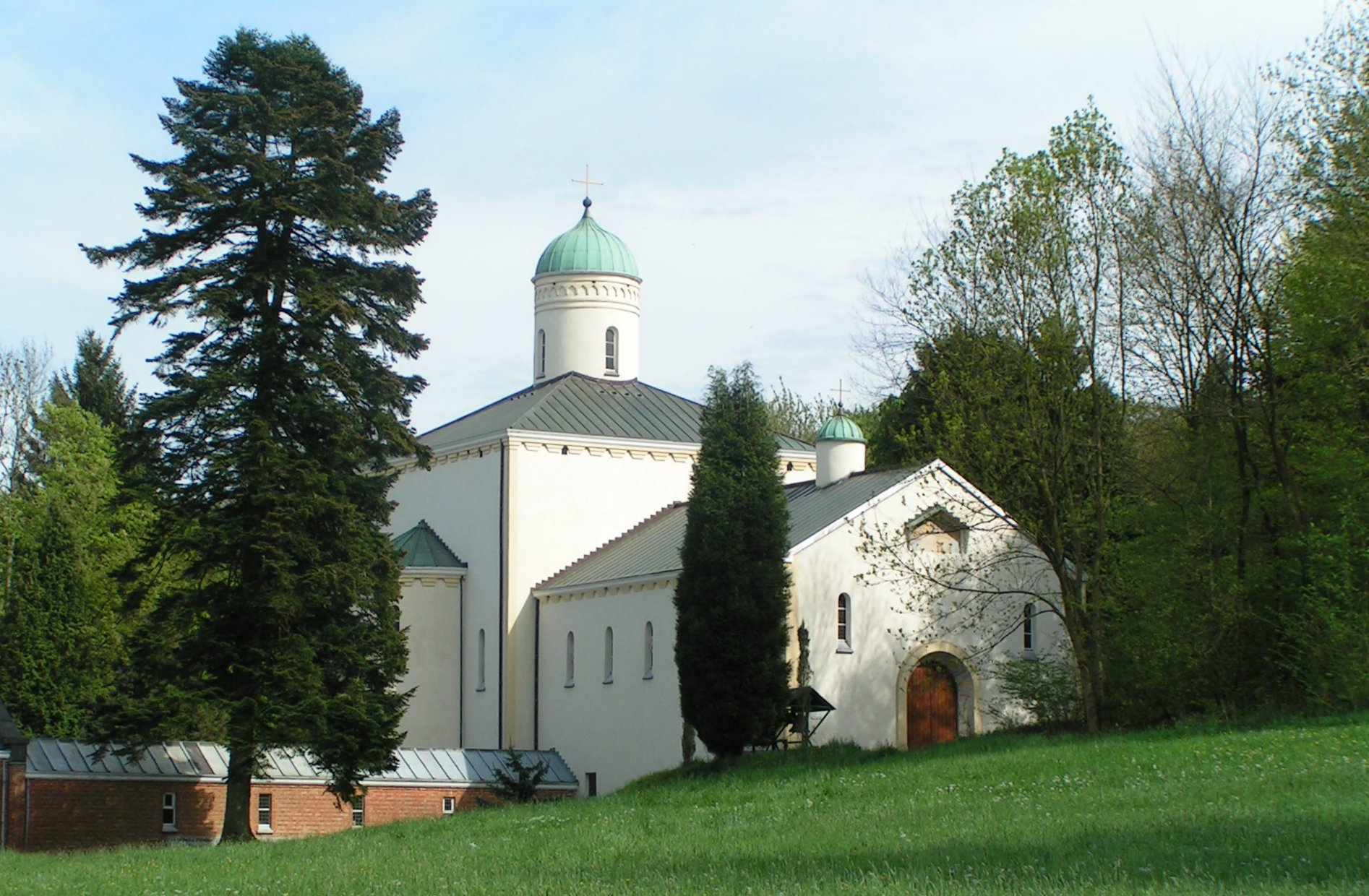
Abadia de Chevetogne: igreja bizantina

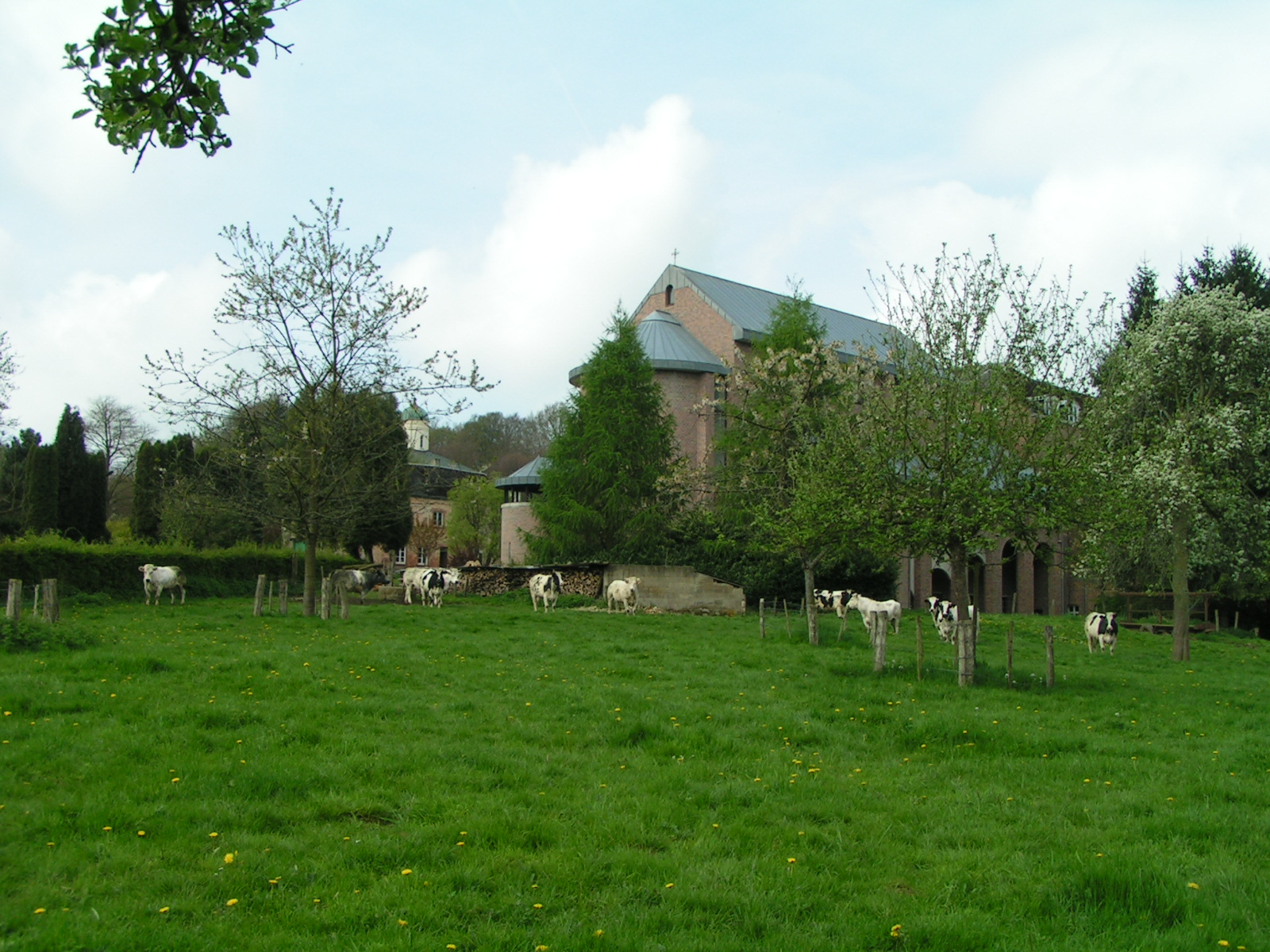
Abadia de Chevetogne: igreja latina

Em 1924 o Papa Pio XI dirigiu a carta apostólica "Equidem verba" à Ordem Beneditina incentivando-os a trabalhar para a reunião das Igrejas Católica e Oriental, com particular ênfase na Igreja Ortodoxa Russa. No ano seguinte, uma comunidade foi estabelecida por Dom Lambert Beauduin (1873-1960) em Amay, no rio Meuse. Por causa da estreita amizade de Beauduin com o Cardeal Mercier e o Papa João XXIII, bem como suas relações com os cristãos orientais, ele se tornou um pioneiro do movimento ecumênico católico. Seu foco inicial estava na unidade com ortodoxos e anglicanos, mas acabou sendo estendido a todos aqueles que levam o nome de Cristo.
Em 1939, a comunidade de Amay Priory mudou-se para sua localização atual em Chevetogne, ocupando um antigo noviciado jesuíta. Desde então, uma igreja oriental foi construída em 1957 e pintada com afrescos de Rallis Kopsidis e Georges Chochlidakis, e uma igreja ocidental foi concluída com uma biblioteca em seu porão. A biblioteca tem aproximadamente 100.000 volumes e assina cerca de 500 revistas e periódicos especializados. Chevetogne Priory foi elevado ao status de abadia em 11 de dezembro de 1990.

## A vida do mosteiro
Para viver uma vida de unidade cristã, o mosteiro tem capelas ocidentais (rito latino) e orientais (rito bizantino) que realizam cultos todos os dias. Enquanto as horas canônicas do ofício monástico diário são servidas separadamente, os monges compartilham suas refeições juntos e estão unidos sob um abade. Juntamente com a oração, os monges se dedicam à publicação de um jornal, Irénikon, desde 1926, gravando músicas da igreja e produzindo incenso, que podem ser comprados na loja do mosteiro.

## Monges
- Dom Philippe Bar.
- Dom Lambert Beauduin
- Dom Michel Van Parys
- Dom Nicolas Egender

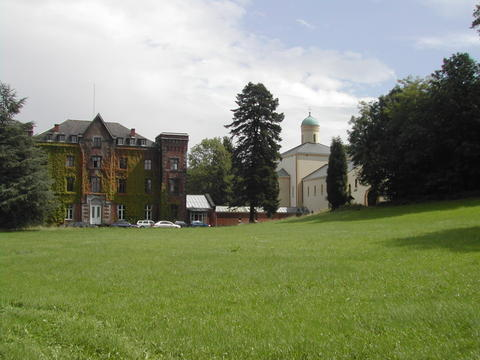
Vista geral do edifício principal e da igreja oriental
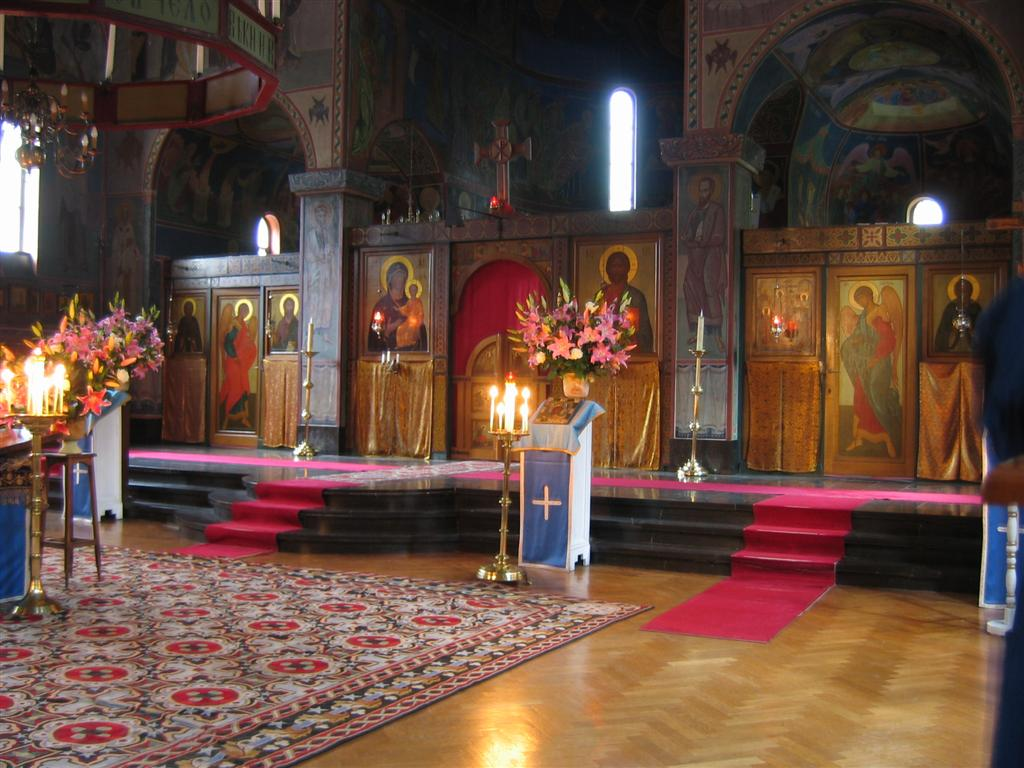
Interior da igreja oriental
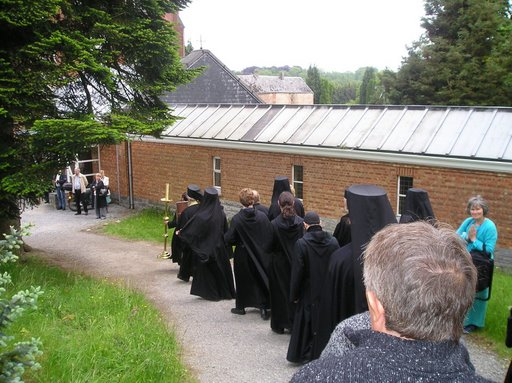
Procissão ao refeitório no Pentecostes